# Heiko Suhr
Heiko Suhr (* 7. August 1983 in Aurich) ist ein deutscher Historiker. Er ist seit November 2023 Leiter der Landschaftsbibliothek der Ostfriesischen Landschaft in Aurich. Zuvor war er in verschiedenen Positionen im Bereich des Archiv- und Bibliothekswesens sowie in der historischen Forschung aktiv.

## Leben
Heiko Suhr legte sein Abitur im Juni 2003 am Gymnasium Ulricianum in Aurich ab. Anschließend leistete er von Juli 2003 bis April 2004 seinen Zivildienst beim Paritätischen Wohlfahrtsverband Niedersachsen in Aurich, wo er in der individuellen Schwerstbehindertenbetreuung tätig war.
Von Oktober 2004 bis Oktober 2009 studierte Suhr Neuere Geschichte, Politikwissenschaften und Erziehungswissenschaften an der Hochschule Vechta. Er schloss sein Studium mit der Magisterprüfung ab, die er mit der Note „sehr gut“ bestand. Während seines Studiums erhielt er mehrfach Studienbeitragsstipendien.
Im Anschluss begann er ebenfalls in Vechta bei Joachim Kuropka ein Promotionsstudium im Fach Geschichte. Dieses schloss er im März 2019 mit der Auszeichnung magna cum laude ab. Seine Forschungen führten ihn auf zahlreiche Studienreisen. Das Deutsche Historische Institut in Moskau und die Fazit-Stiftung unterstützten ihn dabei mit Reisestipendien.
Sowohl in seiner Magisterarbeit als auch in seiner Dissertation befasste sich Suhr mit Admiral Wilhelm Canaris, der als bekanntester deutscher Marineoffizier gilt und dessen Rolle im Widerstand gegen den Nationalsozialismus bis heute umstritten ist. Die 2020 im Druck erschienene Dissertation wurde mehrfach überregional besprochen. Suhr trat dazu als Experte in der kanadischen Dokumentation (2019) „Hitlers Most Wanted“ (2019, Episode 9) auf und hielt weltweit Vorträge (u. a. in Moskau und Berlin) sowie im Deutschen Marinemuseum Wilhelmshaven. Im Deutschen Spionagemuseum in Berlin kam es zu einer öffentlichen Diskussion mit dem Historiker Winfried Meyer um die Rolle von Canaris im Widerstand.

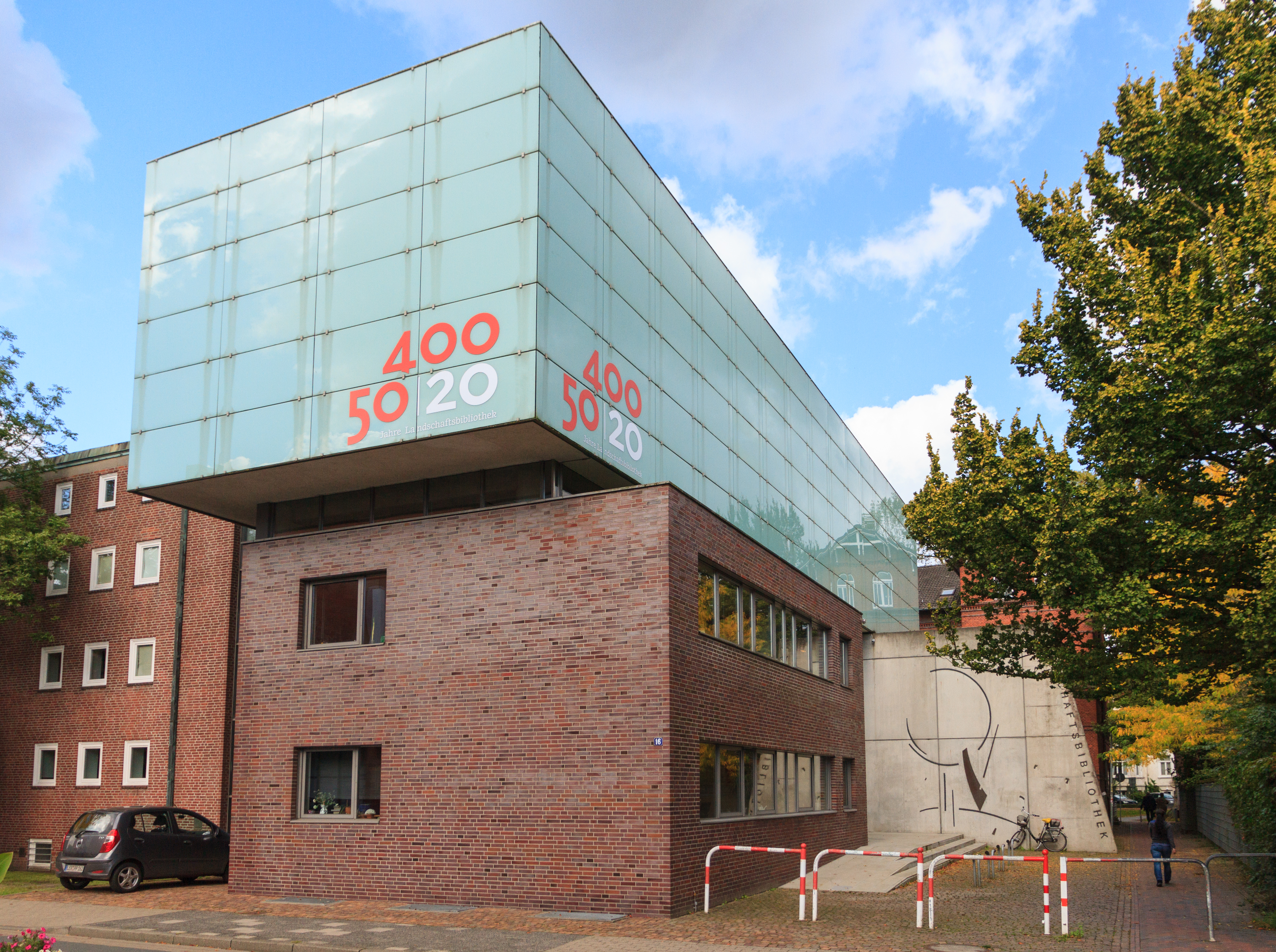
Die Landschaftsbibliothek in Aurich

Nach Abschluss seiner Promotion war Suhr von September 2018 bis März 2019 beim Standort Ostfriesland/Aurich der Stiftung Niedersächsisches Wirtschaftsarchiv tätig. Von April 2019 bis Oktober 2023 war er als (kommissarischer) Leiter und Archivar beim Stadtarchiv in Wesel tätig. Seit November 2023 ist er Leiter der Landschaftsbibliothek der Ostfriesischen Landschaft in Aurich.

## Veröffentlichungen (Auswahl)
Von 2012 bis 2015 war Suhr Mitglied des Redaktionsteams des Emder Jahrbuchs. Seit seinem Amtsantritt als Leiter der Landschaftsbibliothek ist er wieder Redaktionsmitglied und für die Ostfriesische Landschaft einer der Herausgeber. Zu Suhrs Forschungsinteressen gehören die Militär- und Nachrichtendienstgeschichte sowie die Regionalgeschichte Ostfrieslands und des Niederrheins. Dazu hat er mehrere Monografien und zahlreiche Aufsätze veröffentlicht, darunter:
Monografien
- Wilhelm Canaris. Lehrjahre eines Geheimdienstchefs (1905–1934) (= Quellen und Forschungen zur Geschichte Schleswig-Holsteins. Band 130). Wachholtz, Kiel/Hamburg 2020, ISBN 978-3-529-02224-1 (Dissertation).

Herausgeberschaften
- mit Isabel Traenckner-Probst: Wilhelm Canaris. Ein neuer Blick, eine Annäherung und eine persönliche Wiedergutmachung. Books on Demand, Norderstedt 2020, ISBN 978-3-7519-7548-3
- Georg von Eucken-Addenhausen, Erlebnisse und Erfahrungen. Books on Demand, Norderstedt 2022
- Weibsbilder. Weseler Frauenwege aus fünf Jahrhunderten (= Studien und Quellen zur Geschichte von Wesel. Band 44). Wesel 2023

Aufsätze zur ostfriesischen Landesgeschichte
- Der Spion, der aus Ostfriesland kam. Der Nachrichtendienstoffizier Hilmar Dierks aus Leer im Spiegel seiner Briefe aus niederländischer Untersuchungshaft (1915) in: Michael Hermann (Hrsg.), Ostfriesland im „langen“ 19. Jahrhundert. Festschrift für Paul Weßels (Abhandlungen und Vorträge zur Geschichte Ostfrieslands 88), Aurich 2023, S. 341–354
- Improvisation, Professionalisierung, Innovation. Das Ostfriesische Landesmuseum und die Gesellschaft für bildende Kunst und vaterländische Altertümer zu Emden seit 1820 (1966–2000), in: Emder Jahrbuch für historische Landeskunde Ostfrieslands 102, 2022, S. 179–219
- Georg von Eucken-Addenhausen (1855–1942). Ein Monarchist zwischen Berliner Schloss und Neuharlingersiel in: Emder Jahrbuch für historische Landeskunde Ostfrieslands 101, 2021, S. 51–109
- Der alte reformierte Friedhof in Leer in: Bart Ramakers (Hrsg.), Memento Mori. Sterben und Begraben in einem ruralen Grenzgebiet (Historia agriculturae 48), Groningen 2020
- Dr. Gustav Bansi (1870–1935). Ein westpreußischer Verwaltungsbeamter als Regierungspräsident in Aurich in: Westpreußen-Jahrbuch 67/68, 2017/2018, S. 122–134
- Der Spion, der aus Ostfriesland kam. Die Nachrichtendienst-Karriere von Hilmar Dierks aus Leer/Ostfriesland, Teil 1: Der Erste Weltkrieg in: Jürgen W. Schmidt (Hrsg.), Spionage, Doppelagenten und Islamistische Bedrohung. Aufsätze und Dokumente zu 130 Jahren Geheimdienstgeschichte (Geheimdienstgeschichte 5), Ludwigsfelde 2017, S. 126–159
- Zur Biographie des Fraktionsvorsitzenden der Deutschen Volkspartei (DVP) im Preußischen Landtag, Ernst Stendel (1879–1951) in: Emder Jahrbuch für historische Landeskunde Ostfrieslands 95, 2015, S. 301–315
- „... als der bedeutendste Ostfriese im 20. Jahrhundert anzusehen“? Die öffentliche und juristische Aufarbeitung der NS-Vergangenheit Hermann Conrings in: Michael Hermann (Hrsg.), Das 20. Jahrhundert im Blick. Beiträge zur ostfriesischen Zeitgeschichte. Bernhard Parisius zum 65. Geburtstag (Abhandlungen und Vorträge zur Geschichte Ostfrieslands 85), Aurich 2015, S. 117–154

Aufsätze zur Militär- und Nachrichtendienstgeschichte
- Oberst Max Bauer in: Lukas Grawe (Hrsg.): Die militärische Elite des Kaiserreichs. 24 Lebensläufe, Darmstadt 2020, S. 17–28
- Eine Frau im militärischen Nachrichtendienst. Elisabeth Schragmüller (1887–1940) in: Georg Eggenstein/Anja Hoffmann/Olaf Schmidt-Rutsch (Hrsg.): Alles nur geklaut? Die abenteuerlichen Wege des Wissens. Ausstellungskatalog, Essen 2019, S. 100–109